# Les Jetson
Les Jetson (The Jetsons) est une série télévisée d'animation américaine en 75 épisodes de 25 minutes, produite par Hanna-Barbera. La première saison a été diffusée entre le 23 septembre 1962 et le 17 mars 1963 sur le réseau ABC, et les deuxième et troisième saisons entre le 16 septembre 1985 et le 12 novembre 1987 en syndication.
En France, la série a été diffusée à partir du 12 septembre 1992 dans l'émission Hanna Barbera Dingue Dong sur France 2. Rediffusion à partir du 29 mars 1998 dans 1, 2, 3 Silex sur France 3, sur TF1 et également sur Cartoon Network et Boomerang. Au Québec, la série a été diffusée à partir du 8 septembre 1997 sur Télétoon et rediffusée sur Télétoon Rétro en 2008.
Les Jetson, le film est sorti en salles durant l'été 1990.

## Synopsis
Dans la lignée des Pierrafeu, la série met en scène une famille, en projetant la vie américaine actuelle (par rapport au moment de création) dans une période donnée : en l'occurrence le futur.
George Jetson est un homme comblé. Il vit avec sa famille dans un grand et ultra moderne appartement avec vue sur le ciel et dispose d'un emploi tranquille sous la direction de M. Spacely qui lui mène quand même la vie dure.
Sa femme, Jane, et lui ont eu deux enfants très différents que sont Judy, l'adolescente passionnée de mode de 15 ans qui craque sur n'importe quel beau garçon, et Elroy, un petit garçon surdoué de 8 ans. Pour faire le ménage, ils peuvent compter sur la serviable Rosie le robot, et pour se distraire il y a toujours Astro, le chien quelque peu maladroit. Ils seront rejoints plus tard par Orbite, un petit extraterrestre blanc et violet, toujours joyeux et qui change de couleur selon son humeur.
Chaque épisode nous raconte la vie peu banale et amusante des membres de cette famille très originale.

## Personnages
- George Jetson : il travaille trois heures par jour, trois jours par semaine pour un petit et tyrannique patron dénommé Cosmo Spacely, chef de la Spacely Space Sprockets. Un épisode typique se doit de voir M. Spacely virer, promouvoir ou démoraliser George Jetson. Spacely a un adversaire sur le marché, W.C. Cogswell, son rival de la société Cogswell Cogs. George se rend à son travail à bord d'une soucoupe volante.

- Jane Jetson : la femme de George

- Judy Jetson : leur fille

- Elroy Jetson : leur fils

- Rosie : le robot femelle qui entretient la maison des Jetson. Elle est amoureuse de Mac le robot d'Henry Orbit.

- Astro : le chien de la famille qui ressemble très fortement à Scooby-Doo, d'ailleurs sa phrase fétiche est également « Ruh-ro! ».

## Distribution

### Voix originales
- George O'Hanlon : George Jetson
- Penny Singleton : Jane Jetson
- Janet Waldo : Judy Jetson
- Daws Butler : Elroy Jetson / M. Cogswell
- Dick Beals : Arthur Spacely
- Mel Blanc : M. Spacely
- Jean Vander Pyl : Rosie Robot
- Don Messick : Astro
- Frank Welker : Orbity

### Voix françaises
- Francis Lax : George Jetson
- Evelyne Grandjean : Jane Jetson, Rosie le robot
- Roger Carel : Elroy Jetson, M. Cosmos
- Dorothée Jemma : Judy Jetson
- Albert Augier : Voix diverses
- Patrick Guillemin (redoublage) : George Jetson
- Dorothée Pousséo (redoublage) : Judy Jetson / Elroy Jetson
- Jérémy Prévost : Jet Screamer

## Épisodes

### Première saison (1962)
1. Rosy la soubrette[1] ou Rosie le robot (Rosie The Robot)
2. Chaton sous les étoiles (A Date with a Jetscreamer)
3. Droit au but (Jetson's Night Out)
4. La Voiture de l'espace (The Space Car)
5. Astro (The Coming of Astro)
6. George Jetson est dans la Lune (The Good Little Scouts)
7. Le Costume volant (The Flying Suit)
8. Un amour de robot (Rosie's Boyfriend)
9. Moteur! (Elroy's TV Show)
10. Allô robot! Bobo (Uniblab)
11. Un drôle de grand-père (A Visit From Grandpa)
12. Un secret qui a du chien (Astro's Top Secret)
13. Las Venus (Las Venus)
14. Le Grand Concours (Elroy's Pal)
15. Test-pilote (Test Pilot)
16. Astro a la belle vie (Millionaire Astro)
17. Haut comme trois pommes (The Little Man)
18. Tout est permis (Jane's Driving Lesson)
19. Sans réserve (G.I. Jetson)
20. Le concours de beauté (Miss Solar System)
21. Propriété privée (Private Property)
22. Le Ranch beta bar (Planet Dude)
23. TV ou pas TV (TV or not TV)
24. La Bande à Elroy (Elroy's Mob)

### Deuxième saison (1985)
1. Elroy rencontre Orbitt (Elroy Meets Orbitty)
2. Rosie a des soucis (Rosie Come Home)
3. Quelle vie de chien (Solar Snoops)
4. Anniversaire surprise pour Judy (Judy's Birthday Surprise)
5. Super George (SuperGeorge)
6. À vous de jouer (Family Fallout)
7. Un jour à effacer (Instant Replay)
8. Les Puces savantes (Fugitive Fleas)
9. Boum (S.M.A.S.H.)
10. Grève générale (One Strike, You're Out)
11. La Fête des mères de Rosie (Mother's Day for Rosie)
12. Chers cousins (S'No Relative)
13. George mène la danse (Dance Time)
14. L'As de l'espace (Judy Takes Off)
15. George n'a pas la forme (Winner Takes All)
16. Copie Conforme (The Mirrormorph)
17. Lune de miel sur Vénus (The Cosmic Courtship of George and Jane)
18. À la conquête de l'ouest (High Moon)
19. Titre français inconnu (Hi-Tech Wreck)
20. Titre français inconnu (Little Bundle of Trouble)
21. Titre français inconnu (Elroy In Wonderland)
22. Retour à la nature (The Swiss Family Jetson)
23. Rosie fait des folies (Rip-Off Rosie)
24. La Planète fantastique (Fantasy Planet)
25. Titre français inconnu (Space Bong)
26. Titre français inconnu (Haunted Halloween)
27. Titre français inconnu (Astro's Big Moment)
28. Un million d'ennuis (The Vacation)
29. Voyage Surprise
30. La croisière s'amuse
31. L'Esprit d'équipe
32. Titre français inconnu (Future Tense)
33. Titre français inconnu (Far-Out Father)
34. Les Jetson au Las Venus
35. Un grand-père explosif (Grandpa and the Galactic Golddigger)
36. La Vengeance du robot (Robot's Revenge)
37. Titre français inconnu (To Tell The Truth)
38. Titre français inconnu (Boy George)
39. Titre français inconnu (Judy's Elopement)
40. Titre français inconnu (The Century's Best)
41. Titre français inconnu (A Jetson Christmas Carol)

### Troisième saison (1987)
1. Titre français inconnu (Crime Games)
2. En joue, feu ! (ASTROnomical I.Q.)
3. Coucou jeudi (9-to-5-to-9)
4. Invisiblement vôtre (Invisibly Yours, George)
5. George mène la danse (Father/Daughter Dance)
6. Une vie de chien (Clean As A Hounds Tooth)
7. Titre français inconnu (Wedding Bells for Rosie)
8. Titre français inconnu (The Odd Pod)
9. George voit double (Two Many Georges)
10. Patron d'un jour (Spacely for a Day)

## Produits dérivés
Les vingt-quatre premiers épisodes ont été fabriqués entre 1962 et 1963 et rediffusés des années durant. De nouveaux épisodes virent le jour en 1985 puis en 1987. De nombreux produits dérivés firent suite, ainsi que trois téléfilms.

### Cinéma
- 1990 : Les Jetson, le film (Jetsons: The Movie) de Joseph Barbera et William Hanna

### Téléfilms d'animation
- 1987 : Quand les Jetson rencontrent les Pierrafeu (The Jetsons Meet the Flintstones) de Don Lusk
- 1988 : Judy Jetson et les rockers (Rockin' with Judy Jetson) de Paul Sommer
- 1989 : Hanna-Barbera's 50th: A Yabba Dabba Doo Celebration de Marshall Flaum

### Films d'animation sortis directement en vidéo
- 2017 : Les Jetson et les robots catcheurs de la WWE (The Jetsons & WWE: Robo-WrestleMania!) de Anthony Bell

### Jeux vidéo
- 1983 : The Jetsons' Ways With Words (Intellivision)
- 1990 : The Jetsons: George Jetson and the Legend of Robotopia (Amiga)
- 1990 : The Jetsons in By George, in Trouble Again (DOS)
- 1992 : Jetsons: The Computer Game (Amiga, Amstrad CPC, Atari ST, Commodore 64, DOS, ZX Spectrum)
- 1992 : The Jetsons: Robot Panic (Game Boy)
- 1992 : The Jetsons: Cogswell's Caper (NES)
- 1993 : Hanna-Barbera's Cartoon Carnival (Windows, Mac, CD-i)
- 1994 : Flintstones Jetsons: Timewarp (CD-i)
- 1994 : The Jetsons: Invasion of the Planet Pirates (Super Nintendo)